# HIStory (web series)
HIStory (phát âm là "his story (câu chuyện của anh ấy)") là một sê-ri phim truyền hình web của Đài Loan được tạo bởi Chang Ting-fei cho dịch vụ phát trực tuyến Line TV. Mỗi mùa trình bày những câu chuyện độc lập với cốt truyện khác nhau và các nhân vật chính tập trung vào chủ đề boys' love, còn được gọi là BL. Mùa đầu tiên được công chiếu vào ngày 14 tháng 2 năm 2017.
Bộ truyện đã tích lũy được một lượng lớn người theo dõi quốc tế và được các nhà phê bình đón nhận. Tại Đài Loan, bộ phim đạt 3,5 triệu lượt xem sau ba tháng đầu phát hành, và 16,5 triệu lượt xem vào cuối mùa thứ hai. HIStory là bộ phim truyền hình Đài Loan đầu tiên được phát sóng trên truyền hình Nhật Bản, với phần đầu tiên được chiếu trên kênh Nippon TV của Nhật Bản vào ngày 31 tháng 7 năm 2017. Vào ngày 2 tháng 7 năm 2018, bộ phim đã có buổi ra mắt truyền hình nguyên thủy tại Đài Loan thông qua CTS, phát sóng hai phần đầu tiên trong suốt cả tháng. Crossing the Line của phần hai đã nhận được nhiều lời khen ngợi từ việc mô tả, chỉ đạo và diễn xuất, nhận được đề cử Chuông Vàng cho Miniseries hay nhất. Phần tiếp theo của bộ phim, Crossing the Line 2 (跨界) đã được công bố vào ngày 17 tháng 8 năm 2018.

## Tổng quan về sê-ri
| Mùa | Mùa | Số tập | Số tập | Phát sóng gốc       | Phát sóng gốc        |
| Mùa | Mùa | Số tập | Số tập | Phát sóng lần đầu   | Phát sóng lần cuối   |
| --- | --- | ------ | ------ | ------------------- | -------------------- |
|     | 1   | 12     | 12     | 14 tháng 2 năm 2017 | 3 tháng 3 năm 2017   |
|     | 2   | 16     | 16     | 30 tháng 1 năm 2018 | 28 tháng 3 năm 2018  |
|     | 3   | 40     | 40     | 16 tháng 4 năm 2019 | 18 tháng 12 năm 2019 |

## Mùa 1 (2017)
| Miniseries                     | Số tập | Phát sóng đầu tiên  | Phát sóng cuối cùng | Đạo diễn      | Biên kịch   | Nhà sản xuất |
| ------------------------------ | ------ | ------------------- | ------------------- | ------------- | ----------- | ------------ |
| My Hero                        | 4      | 14 tháng 2 năm 2017 | 17 tháng 2 năm 2017 | Tang Yi       | Yang Yi-hua | Rex Chang    |
| Stay Away from Me (離我遠一點) | 4      | 21 tháng 2 năm 2017 | 24 tháng 2 năm 2017 | Tsai Mi-chieh | Yang Yi-hua | Rex Chang    |
| Obsessed (著魔)                | 4      | 28 tháng 2 năm 2017 | 3 tháng 3 năm 2017  | Adiamond Lee  | Lin Pei-yu  | Rex Chang    |

### My Hero
Tên phim tiếng Việt: Anh Hùng Của Tôi
Trong một nhiệm vụ thu thập linh hồn của sinh viên đại học Cổ Tư Nhâm, người có thời gian trên trái đất đang cạn dần, thợ gặt Bai Chang-chang vô tình bắt giữ linh hồn của Lan Xi thay vào đó, giết chết cô. Để tránh sự trừng phạt của các vị thần, Bai Chang-chang cố gắng tìm cách giúp Lan Xi trở lại Trái Đất, nhưng cơ thể cô bị hỏa táng, khiến cô không thể trở lại cơ thể ban đầu. Trong cơn thịnh nộ, linh hồn của Lan Hsi chiếm lấy cơ thể của Cổ Tư Nhâm. Cô sử dụng cơ hội này để cố gắng quay lại với bạn trai Mạch Anh Hùng (Hero), nhưng cô chỉ có bảy ngày để bạn trai phải lòng cơ thể mới. Nếu không, linh hồn của cô và Cổ Tư Nhâm sẽ chết.
Diễn viên
- Lại Đông Hiền vai Mạch Anh Hùng ("Hero"), bạn trai của Lan Xi.
- Tương Quân Lâm vai Cổ Tư Nhâm, một cậu bé cô đơn xui xẻo, người đã phải lòng Hero.
- Patricia Lin vai Lan Xi, linh hồn chiếm lấy cơ thể của Cổ Tư Nhâm.
- Da-her Lin vai Bai Chang-chang, thần chết.
- Cason Mian vai Ya Qin, bạn cùng phòng của Hero và Tư Nhâm.

### Stay Away from Me(離我遠一點)
Tên phim tiếng Việt: Hãy Tránh Xa Tôi Ra
Khi cha mẹ của họ kết hôn và đi nghỉ tuần trăng mật dài, siêu sao Cheng Qing chuyển đến với anh chàng kế mới Feng He. Với Cheng Qing trên bờ vực không học đại học, cha mẹ của họ giao cho Feng He làm gia sư cho anh. Meng Meng, là bạn thân nhất của fujoshi Feng He, bắt đầu mơ về fanfic BL hoàn hảo và cố gắng đẩy hai người lại gần nhau, nhưng liệu anh ấy có thể tránh xa anh trai mình không?
Diễn viên
- Ngô Thừa Cảnh vai Cheng Qing, một thần tượng nổi tiếng, người cố gắng cân bằng cuộc sống công việc và trường học.
- Tống Bá Vỹ vai Feng He, Anh trai và người yêu cũ của Cheng Qing.
- Tiêu Mạn Đình vai Meng Meng, Người bạn thân nhất của Feng Ho, người cùng nhau vận chuyển Cheng Qing và Feng He.
- Wang Ying-ying vai mẹ của Feng He.

### Obsessed(著魔)
Tên phim tiếng Việt: Si Mê
Shao Yi-chen, một người đàn ông chết trong một vụ tai nạn sau vụ xô xát với bạn trai cũ Jiang Jin-teng, được tái sinh và gửi lại 9 năm. Để cứu lấy bản thân tương lai của mình, anh tránh Jin-teng và tình cảm của anh dành cho anh. Yi-chen tiến hành phá hủy cuốn nhật ký của mình, nơi anh viết về tình cảm lâu năm của mình dành cho anh. Jin-teng khám phá một vài trang, và phát triển sự tò mò ngày càng tăng về Yi-chen mà anh không thể giải thích. Bản thân Yi-chen nhận ra rằng anh ta không thể cưỡng lại Jin-teng, bất kể bao nhiêu lần anh ta cố gắng không yêu anh ta một lần nữa.
Diễn viên
- Bernard Ho vai Chiang Jin-teng, một sinh viên luật là người yêu của Shao Yi-chen ở kiếp trước. Sau khi khám phá một vài trang từ nhật ký của Yi-chen, anh ta tò mò về anh ta và giả vờ mất trí nhớ để đến gần anh ta hơn.
- Teddy Jen vai Shao Yi-chen, người được tái sinh và gửi lại 9 năm. Anh quyết tâm bắt đầu một cuộc sống mới, nhưng khó tránh khỏi Jin-teng, người anh vẫn yêu.
- Chen Yi vai Cai Yi-jun, người bạn thời thơ ấu của Jin-teng, người đã phải lòng anh.
- Charles Lee vai Lei Zhong-jun, người bạn thời thơ ấu của Jin-teng.
- Johnson Chiang vai Li Mo-bai, người bạn thân nhất của Yi-chen trở thành người yêu của Zhong-Jun.
- Jerry Wu vai Zhe Gang, bạn của Jin-teng.
- Wang Ying-ying vai mẹ của Yi-chen.

## Mùa 2 (2018)
| Miniseries               | Số tập | Phát sóng đầu tiên  | Phát sóng cuối cùng | Đạo diễn      | Biên kịch  | Nhà sản xuất |
| ------------------------ | ------ | ------------------- | ------------------- | ------------- | ---------- | ------------ |
| Right or Wrong (是非)    | 8      | 30 tháng 1 năm 2018 | 21 tháng 2 năm 2018 | Li Qing-rong  | Lin Pei-yu | Rex Chang    |
| Crossing the Line (越界) | 8      | 6 tháng 3 năm 2018  | 28 tháng 3 năm 2018 | Tsai Mi-chieh | Lin Pei-yu | Rex Chang    |

### Right or Wrong(是非)
Tên phim tiếng Việt: Thị Phi (Đúng hay Sai)
Shi Yi-jie (Thị Dịch Kiệt), phó giáo sư của khoa nhân học, là một người cha đã ly dị và có một cô con gái 6 tuổi, Ưu Ưu ("You You"). Trong một lần tình cờ gặp nhau, anh đã thuê một nam sinh đại học Fei Sheng-zhe (Phi Thịnh Triết) ("Xiao Fei") ("Tiểu Phi") làm người giữ trẻ cho con gái mình. Sau nhiều năm độc thân chăm sóc con gái cùng với giờ làm việc thất thường và những bữa ăn không phù hợp, sự hiện diện của Tiểu Phi đã mang đến những thay đổi lớn cho cuộc sống của Thị Dịch Kiệt và cô con gái nhỏ Ưu Ưu. Sau khi trải qua nhiều chuyện cùng với nhau, tình yêu giữa họ dần chớm nở khi cả hai nhận ra tình cảm của đối phương. Nhưng cuộc sống của gia đình ba người bị phá vỡ khi vợ cũ của Thị Dịch Kiệt bất ngờ trở lại sau nhiều năm bỏ đi, với hy vọng bù đắp và bắt đầu lại cho cuộc hôn nhân thất bại của họ trong quá khứ. Liệu mối tình này sẽ đi đến đâu? Right or Wrong đã tích lũy 4,25 triệu lượt xem trong quá trình chạy.
Diễn viên
- Steven Chiang vai Shi Yi-jie (Thị Dịch Kiệt), 31 tuổi, phó giáo sư của khoa nhân học.
- Hunt Chang vai Fei Sheng-zhe (Phi Thịnh Triết) ("Xiao Fei"),19 tuổi, sinh viên đại học được Yi-jie thuê làm bảo mẫu của con gái anh.
- Ye Yi-en vai Shi Ke-you (Phi Khả Ưu) ("You You"), con gái 7 tuổi của Yi-jie.
- Shelby Su vai Ye Wen-ling ("Ye Zi"), bạn thân của Xiao Fei.
- Lia Kang vai Zhou Xin-ru, vợ cũ của Yi-jie và mẹ của You You.
- Chu Meng-hsuan vai Zhou Shao-an, bạn cùng lớp của Xiao Fei và em trai của Xin-ru.
- Chao Yung-hsin vai Auntie Juan, mẹ của Xiao Fei.
- Oscar Chiu vai Jiang Zhao-peng, bạn của Yi-jie.

### Crossing the Line(越界)
Tên phim tiếng Việt: Vượt Giới
Xia Yu-hao (Hạ Vũ Hào), một nam sinh trung học vì gây sự đánh nhau mà bị ép chuyển đến trường Chí Hoằng. Một lần vượt tường trốn học, bị đội trưởng đội bóng chuyền Hạ Thừa Ân và quản lý đội bóng chuyền Qiu Zi-xuan (Khưu Tử Hiên) nhìn thấy, Hạ Thừa Ân bắt đầu tiến hành theo đuổi hy vọng Hạ Vũ Hào gia nhập đội bóng chuyền. Sau khi gia nhập đội bóng chuyền, Hạ Vũ Hào và Khưu Tử Hiên làm bạn với nhau, trong sự khuyến khích, hai người cùng hiểu quý nhau, và từ đó cũng hình thành những tia lửa tình yêu. Ngoài ra, trong phim còn có những diễn biến tình cảm của một cặp đôi phụ, là hai anh em không chung dòng máu Wang Zhen-wen (Dương Chấn Văn) và Wang Zhen-wu (Dương Chấn Võ). Crossing the Line tích lũy được hơn 4,56 triệu lượt xem trong quá trình chạy và là Serie duy nhất trong tuyển tập của HIStory nhận được đề cử Chuông Vàng cho Miniseries hay nhất.
Diễn viên
- Zach Lu vai Qiu Zi-xuan, một học sinh lớp 12 hiếu học và nghiêm khắc tại trường trung học Zi Hong. Một cựu vận động viên ngôi sao cho đội bóng chuyền, Zi-xuan đã buộc phải nghỉ thi đấu sau một chấn thương nghiêm trọng. Để tiếp tục theo đuổi ước mơ, anh tình nguyện làm quản lý đội bóng chuyền, hỗ trợ quản lý quỹ của đội và đào tạo các cầu thủ.
- Fandy Fan vai Xia Yu-hao, một học sinh lớp 11. Nổi loạn, nóng nảy nhưng dũng cảm, chính trực, anh bị đuổi khỏi trường cấp ba cũ khi tham gia vào một cuộc chiến bảo vệ một học sinh nhỏ tuổi hơn. Sở hữu tài năng thể thao, Yu-hao được nói đến khi gia nhập đội bóng chuyền của Zi Hong High mặc dù không có hứng thú ban đầu với môn thể thao này.
- Nick Yang vai Wang Zhen-wen, người bạn thân nhất của Yu-hao, người đã theo anh vào trường Zhi Hong. Anh phải lòng anh trai kế Wang Zhen-wu, nhưng tình cảm vẫn bị giấu kín.
- Patrick Shih vai Wang Zhen-wu, người bạn thân nhất của Yu-hao và anh trai kế của Zhen-wen. Ban đầu là một học sinh lớp 12, anh ta bị giữ lại một năm sau khi chuyển trường với Yu-hao.
- Joe Hsieh vai He Sheng-en, một học sinh lớp 12. Anh là đội trưởng của câu lạc bộ bóng chuyền và là bạn thân với Zi-xuan.
- Hana Lin vai Qiu Qian-ru, một học sinh lớp 10 tại trường trung học Bei Jiang, trường cũ của Yu-hao. Qian-ru là em gái của Zi-xuan và phải lòng Yu-hao sau khi anh cứu cô khỏi những kẻ bắt nạt.
- Kong Rui-jun vai He Zhong-zhong, giáo viên chủ nhiệm của Yu-hao và huấn luyện viên bóng chuyền.
- Nemi Zong vai He Xiao-xiao, một học sinh lớp 12 và em gái của He Zhong-zhong. Cô là trợ lý của đội bóng chuyền và là một fan hâm mộ lớn của manga yaoi.
- Ryan Hsu vai Chen Jia-jun, một học sinh lớp 11 và là thành viên của đội bóng chuyền. Anh ghen tị với mối quan hệ thân thiết của Yu-hao với Zi-xuan.
- Nate Wang vai Lin Jun-jie, biệt danh "Xiao Ji Ji", một học sinh lớp 11 và là thành viên của đội bóng chuyền.
- Tang Wei-qi vai Li Qi, người mà Zhen-wen sai lầm khi là bạn gái của Zhen-wu.
- Chang Han vai Zeng Zheng-fan, giám đốc của trường Zi Hong
- Liu Hong-min và Liu Hong-jie xuất hiện trong vai trò khách mời, các thành viên của đội bóng chuyền trung học Ren He, trường đối thủ của Zi Hung.

#### Phần tiếp theo của bộ phim
Vào ngày 17 tháng 8 năm 2018, Choco Media đã công bố phần tiếp theo của bộ phim, Crossing the Line 2 (跨界). Công tác chuẩn bị cho bộ phim bắt đầu sau khi chương trình Crossing the Line phát sóng vào tháng 3 năm 2018. Lu, Fan, Yang và Shih sẽ tiếp tục vai trò của họ. Việc phát hành sân khấu cho Crossing the Line 2 được lên kế hoạch cho quý IV năm 2019.

## Mùa 3 (2019)
| Miniseries                   | Số tập | Phát sóng đầu tiên   | Phát sóng cuối cùng  | Đạo diễn      | Biên kịch                 | Nhà sản xuất |
| ---------------------------- | ------ | -------------------- | -------------------- | ------------- | ------------------------- | ------------ |
| Trapped (圈套)               | 20     | 16 tháng 4 năm 2019  | 12 tháng 6 năm 2019  | Li Qing-rong  | Lin Pei-yu, Shao Hui-ting | Rex Chang    |
| Make Our Days Count (那一天) | 10     | 16 tháng 10 năm 2019 | 18 tháng 12 năm 2019 | Tsai Mi-chieh | Shao Hui-ting             | Rex Chang    |

### Trapped(圈套)
Tên phim tiếng Việt: Bẫy
Một vụ nổ súng bí ẩn khiến một sĩ quan cảnh sát và người đứng đầu tập đoàn tội phạm Hành Thiên Minh chết. Bốn năm sau, điều tra viên cảnh sát Mạnh Thiếu Phi quyết tâm săn lùng Đường Nghị, người duy nhất sống sót sau vụ xả súng định mệnh - và hiện là người đứng đầu băng đảng Hành Thiên. Đường Nghị cũng đang săn lùng câu trả lời nhưng muốn hình thức công lý của riêng mình. Anh ta dường như muốn chính xác lựa chọn hình phạt của mình đối với kẻ giết người, mặc dù anh ta dường như đang che giấu một bí mật đen tối. Là Đường Nghị đang cố gắng bảo vệ ai đó?
Mạnh Thiếu Phi và Đường Nghị bị vướng vào một trò chơi trí tuệ chết chóc - một trò chơi trở nên phức tạp hơn sau khi Đường Nghị đặt bẫy tình yêu cho Mạnh Thiếu Phi.
Diễn viên
- Từ Quân Hạo vai Thám tử Mạnh Thiếu Phi, một sĩ quan của trung đội điều tra thứ ba, người bị thương trong một vụ án kéo dài bốn năm liên quan đến vụ giết một sĩ quan cảnh sát và một thủ lĩnh bộ ba.
- Ngô Thừa Dương vai Đường Nghị, con trai nuôi của thủ lĩnh bộ ba Đường Quốc Đống, một trong những nạn nhân giết người. Đường Nghị thề sẽ tìm ra kẻ giết người và "thanh lọc" bộ ba của Đường khỏi ma túy và các hoạt động kinh doanh bất hợp pháp khác.
- Biện Khánh Hoa vai Jack, vệ sĩ đáng tin cậy của Đường Nghị.
- Trần Đình Hiên vai Thám tử Triệu Lập An, biệt danh là "Triệu Tử", bạn bè và đồng nghiệp của Thiếu Phi. Triệu Tử có thể ngây thơ, nhưng cực kỳ lạc quan và trung thành.
- Lâm Ý Châm vai Tả Hồng Diệp, con gái nuôi của Đường Quốc Đống.
- Đinh Xuân Thành vai Cổ Đạo Nhất, một tín đồ trung thành của Đường Quốc Đống, người nảy sinh tình cảm với Hồng Diệp.
- Mai Hiền Trị vai Lý Trí Đức, người theo dõi trung thành của Đường Nghị, người cũng đang yêu anh.
- Trần Gia Quy vai Trần Văn Hạo, một kẻ buôn ma túy hùng mạnh được cho là kẻ giết người của Đường Quốc Đống.
- Hạ Long vai Thạch Đại Sa, lãnh đạo trung đội điều tra thứ ba.
- Amy Yen vai Thám tử Hoàng Ngọc Kỳ, một sĩ quan của trung đội điều tra thứ ba, người đã phải lòng Thiếu Phi.
- Thái Thừa Ấp vai Châu Quán Chí, một sĩ quan của trung đội điều tra thứ ba có liên quan đến vụ án giết người.

### Make Our Days Count(那一天)
Tên phim tiếng Việt: Ngày Hôm Ấy
Hai học sinh trung học Hạng Hào Đình và Vu Hy Cố có vẻ là hai thái cực đối lập nhau: Điều gì sẽ xảy ra khi hai thế giới va chạm khi mối quan hệ của họ xảy ra sau đó?
Diễn viên
- Tống Vĩ Ân vai Hạng Hào Đình, một học sinh trung học năm ba đang chuẩn bị cho kỳ thi tuyển sinh đại học của mình.
- Huỳnh Tuyển Trí vai Vu Hy Cố, người yêu của Hào Đình, người hỗ trợ anh ấy học tập.
- Trương Hãn Nguyên vai Lư Chí Cương, chủ một cửa hàng tráng miệng rơi vào một học sinh trung học.
- Lưu Vi Thần vai Tôn Bác Tường, có biệt danh là Tôn Bác, bạn thân và bạn cùng lớp của Hào Đình, người thoải mái với xu hướng tính dục của mình, và có cảm tình với băng đảng già hơn.
- Sara Yu vai Lin Cai-zhu, mẹ của Hào Đình.
- Spark Chen vai Xiang Qing-chang, ba của Hào Đình.
- Brent Hsu vai Sun Wen-jie, anh họ của Tôn Bác, người sở hữu phòng tập thể dục nơi anh ấy làm việc.
- Hsia En vai Xia En, bạn thân và bạn cùng lớp của Hào Đình.
- Hsia De vai Xia De, em trai sinh đôi của Xia En và bạn cùng lớp.
- Hao Shih vai Gao Qun, bạn thân và bạn cùng lớp của Hào Đình.
- Tsai Yueh-hsun vai Xiang Yong-qing, em gái của Hào Đình.
- Wang Chen-lin vai Li Xi-yu, bạn gái cũ của Hào Đình.